# 大野かなこ
大野 かなこ（おおの かなこ、1986年3月27日 - ）は、日本の女優、タレント、モデル。北海道空知（樺戸郡新十津川町）出身。

## 略歴・人物
- 北海道樺戸郡新十津川町生まれ。実家は農家。
- 夢は北海道米のイメージガールになること。
- 趣味はアニメ鑑賞と料理とコスプレ。特技は、剣道。
- 漫画『げんしけん』に登場する大野加奈子と同姓同名。
- PICTION「マルチ女優オーディション 第6弾」最終決戦進出。
- 札幌在住時にメイド喫茶の店長をしていた。
- 「麦」という猫を飼っている。（本人ブログより）
- 2014年1月13日、ブログにて所属事務所ロア・プロダクションを退所したことを公表した。
- 2018年、朗読団体『かんづめズ』を結成。現在は「大野 トマレ」名義で活動している。

## 出演

### テレビドラマ
- 打撃天使ルリ（テレビ朝日） - OL 役
- the 波乗りレストラン（日本テレビ） - EX出演
- ケータイ捜査官7（テレビ東京） - 女子高生 役
- ファイヤーレオン 第1話・第4話・第25話・第26話（2013年4月6日 - 2014年1月4日、TOKYO MX TV） - 剛藤マリ 役

### 映画
- バカ裁判（監督：和田宗衛門） - 萌子 役
- 新・天然華汁さやか - 生徒 役
- 名前のない女たち（監督：佐藤寿保） - エミ 役
- ガチバンMAX（監督：元木隆史） - 女子高生 役
- 東京スポーツ50周年記念作品「官能コレクター」（監督：堀内博志） - 佐藤麻耶 役
- 空想アイドル7～みんなの夢はミナノユメ～（監督：福島直樹） - ミナノユメ（火野） 役
- 耳をかく女（2012年11月公開、監督：堀内博志）

### 舞台
- 檻の中の懲りない女たち（演出：なるせゆうせい） - アリス 役
- 新宿トワイライト（2011年3月12日・13日、演出：江田真純） - ケイコ 役
- 会津の空に残した月影（2012年2月10日 - 14日、演出：田井宏明） - 神保雪子 役

### 雑誌
- スコラ
- グラフィック社『フィギュアの作り方①・②』

### PV
- 「WORLD ORDER」CD付属DVD（BOY MEETS GIRL）

### WEB
- ウェザーニューズ おは天 第12期キャスター（北海道エリア）
- 「あっ!とNow」火曜レギュラー 大野かなこぷれぜんつ!「アキ☆アナ」育成計画!（あっ!とおどろく放送局、2010年1月5日 - 3月30日）
- 夜遊びメールバトル月曜（あっ!とおどろく放送局、2010年3月15日）
- 今月のあっ!と番組（あっ!とおどろく放送局、2010年4月 - 7月）
- あっ!とNow（あっ!とおどろく放送局、2010年6月21日）
- あいちぃ＆かなっぺの「まぁお茶でもどうぞ( ･∀･)っ旦(ry」（あっ!とおどろく放送局、2010年12月30日）
- あきば通 inあっ!とおどろく放送局（あっ!とおどろく放送局、2011年2月12日・2月26日・5月14日 - ）
- キッズガールの放課後放送局（WALLOP、2012年4月7日 - ）